# EuroLeague Women 2020-2021
L'Eurolega di pallacanestro femminile 2020-2021 è stata la trentesima edizione della massima competizione europea per club. Detentrici del trofeo sono le russe dell'UMMC Ekaterinburg. Il torneo è iniziato il 28 ottobre 2020 e si è concluso il 18 aprile 2021 con le Final Four. Il trofeo è stato vinto dalle russe dell'UMMC Ekaterinburg, al loro sesto titolo, che hanno sconfitto nella finale le spagnole del Perfumerías Avenida.

## Regolamento
In fase di sorteggio era stato predisposto un regolamento, successivamente modificato il 17 settembre 2020.
Le 16 squadre partecipanti alla stagione regolare sono divise in quattro gironi da 4, con partite di andata e ritorno per un totale di 14 giornate.
Le prime 2 di ogni girone si qualificano ai play-off dei quarti di finale che si disputano in due gare. Le vincenti dei quarti di finale si qualificano per la Final Four.

## Squadre partecipanti
Le squadre che partecipano alla competizione sono diciotto da dieci paesi, di cui quattordici accedono direttamente alla regular season e quattro che vi accedono da un turno preliminare, disputato in gara unica. Le squadre perdenti il turno di qualificazione accedono all'EuroCup Women.
| Nazione                 | Numero         | Squadre (posizione in classifica nel proprio campionato 2019–2020) | Squadre (posizione in classifica nel proprio campionato 2019–2020) | Squadre (posizione in classifica nel proprio campionato 2019–2020) | Squadre (posizione in classifica nel proprio campionato 2019–2020) | Squadre (posizione in classifica nel proprio campionato 2019–2020) |
| Regular season          | Regular season | Regular season                                                     | Regular season                                                     | Regular season                                                     |                                                                    |                                                                    |
| ----------------------- | -------------- | ------------------------------------------------------------------ | ------------------------------------------------------------------ | ------------------------------------------------------------------ | ------------------------------------------------------------------ | ------------------------------------------------------------------ |
| Russia                  | 3              | UMMC Ekaterinburg (1º posto)                                       | Dinamo Kursk (2º posto)                                            | Nadezhda Orenburg (3º posto)                                       |                                                                    |                                                                    |
| Francia                 | 3              | LDLC ASVEL Lyon (1º posto)                                         | Bourges Basket (2º posto)                                          | Basket Landes (6º posto)                                           |                                                                    |                                                                    |
| Turchia                 | 2              | Fenerbahçe (1º posto)                                              | Galatasaray (2º posto)                                             |                                                                    |                                                                    |                                                                    |
| Italia                  | 1              | Beretta Famila Schio (1º posto)                                    |                                                                    |                                                                    |                                                                    |                                                                    |
| Lettonia                | 1              | TTT Rīga (1º posto)                                                |                                                                    |                                                                    |                                                                    |                                                                    |
| Polonia                 | 1              | Arka Gdynia (1º posto)                                             |                                                                    |                                                                    |                                                                    |                                                                    |
| Repubblica Ceca         | 1              | USK Praga (1º posto)                                               |                                                                    |                                                                    |                                                                    |                                                                    |
| Spagna                  | 1              | Perfumerías Avenida (1º posto)                                     |                                                                    |                                                                    |                                                                    |                                                                    |
| Ungheria                | 1              | Sopron Basket (1º posto)                                           |                                                                    |                                                                    |                                                                    |                                                                    |
| Turno di qualificazione |                |                                                                    |                                                                    |                                                                    |                                                                    |                                                                    |
| Romania                 | 1              | ACS Sepsi SIC (1º posto)                                           |                                                                    |                                                                    |                                                                    |                                                                    |
| Spagna                  | 1              | Spar Citylift Girona (2º posto)                                    |                                                                    |                                                                    |                                                                    |                                                                    |
| Turchia                 | 1              | İzmit Belediyespor (5º posto)                                      |                                                                    |                                                                    |                                                                    |                                                                    |
| Ungheria                | 1              | DVTK Miskolc (2º posto)                                            |                                                                    |                                                                    |                                                                    |                                                                    |

Legenda:
      detentore;       finalista.

## Turno di qualificazione
Le partite si sono giocate il 28 ottobre 2020.
| Squadra 1              | Risultato | Squadra 2          |
| ---------------------- | --------- | ------------------ |
| Aluinvent DVTK Miskolc | 68 – 85   | İzmit Belediyespor |
| Spar Citylift Girona   | 76 – 54   | ACS Sepsi SIC      |

## Regular Season
Le partite si sono disputate tra il 1º dicembre 2020 e il 22 gennaio 2021.

### Gruppo A
| Pos | Squadra             | G | V | P | PF  | PS  | DP   | Pt | Qualificazione        |        | AVE   | KUR   | NAD   | IZM   |
| --- | ------------------- | - | - | - | --- | --- | ---- | -- | --------------------- | ------ | ----- | ----- | ----- | ----- |
| 1   | Perfumerías Avenida | 6 | 6 | 0 | 530 | 376 | +154 | 12 | Qualificate ai quarti |        |       | 79–70 | 93–38 | 98–72 |
| 2   | Dinamo Kursk        | 6 | 3 | 3 | 453 | 414 | +39  | 9  | Qualificate ai quarti |        | 74–89 |       | 74–77 | 84–46 |
| 3   | Nadezhda Orenburg   | 6 | 3 | 3 | 379 | 441 | −62  | 9  |                       |        | 42–70 | 62–86 |       | 80–40 |
| 4   | İzmit Belediyespor  | 6 | 0 | 6 | 377 | 508 | −131 | 6  |                       | 80–101 | 61–65 | 78–80 |       |       |

### Gruppo B
| Pos | Squadra         | G | V | P | PF  | PS  | DP  | Pt | Qualificazione        |       | FEN   | ASV   | USK   | GDY   |
| --- | --------------- | - | - | - | --- | --- | --- | -- | --------------------- | ----- | ----- | ----- | ----- | ----- |
| 1   | Fenerbahçe      | 6 | 5 | 1 | 481 | 416 | +65 | 11 | Qualificate ai quarti |       |       | 70–84 | 77–70 | 88–57 |
| 2   | LDLC Lyon ASVEL | 6 | 4 | 2 | 481 | 424 | +57 | 10 | Qualificate ai quarti |       | 65–67 |       | 85–74 | 89–57 |
| 3   | USK Praga       | 6 | 3 | 3 | 459 | 483 | −24 | 9  |                       |       | 70–99 | 80–79 |       | 80–67 |
| 4   | VBW Arka Gdynia | 6 | 0 | 6 | 403 | 501 | −98 | 6  |                       | 70–80 | 76–79 | 76–85 |       |       |

### Gruppo C
| Pos | Squadra              | G | V | P | PF  | PS  | DP   | Pt | Qualificazione        |       | EKA   | GIR   | FAM   | TTT    |
| --- | -------------------- | - | - | - | --- | --- | ---- | -- | --------------------- | ----- | ----- | ----- | ----- | ------ |
| 1   | UMMC Ekaterinburg    | 6 | 6 | 0 | 535 | 381 | +154 | 12 | Qualificate ai quarti |       |       | 90–83 | 83–61 | 104–71 |
| 2   | Spar Girona          | 6 | 3 | 3 | 472 | 473 | −1   | 9  | Qualificate ai quarti |       | 67–94 |       | 85–81 | 82–52  |
| 3   | Beretta Famila Schio | 6 | 3 | 3 | 431 | 456 | −25  | 9  |                       |       | 58–74 | 77–74 |       | 76–72  |
| 4   | TTT Rīga             | 6 | 0 | 6 | 383 | 511 | −128 | 6  |                       | 41–90 | 79–81 | 68–78 |       |        |

### Gruppo D
| Pos | Squadra       | G | V | P | PF  | PS  | DP   | Pt | Qualificazione        |       | SOP   | GAL   | BOU   | LAN   |
| --- | ------------- | - | - | - | --- | --- | ---- | -- | --------------------- | ----- | ----- | ----- | ----- | ----- |
| 1   | Sopron Basket | 6 | 6 | 0 | 437 | 364 | +73  | 12 | Qualificate ai quarti |       |       | 69–66 | 74–67 | 84–54 |
| 2   | Galatasaray   | 6 | 3 | 3 | 446 | 413 | +33  | 9  | Qualificate ai quarti |       | 58–70 |       | 75–65 | 89–63 |
| 3   | Bourges       | 6 | 2 | 4 | 437 | 430 | +7   | 8  |                       |       | 60–70 | 87–80 |       | 92–62 |
| 4   | Basket Landes | 6 | 1 | 5 | 366 | 479 | −113 | 7  |                       | 59–70 | 59–78 | 69–66 |       |       |

## Fase a eliminazione diretta
Le partite di andata si sono disputate il 17 marzo, il ritorno il 19 marzo 2021.

### Quarti di finale
| Squadra 1       | Totale  | Squadra 2           | Andata | Ritorno |
| --------------- | ------- | ------------------- | ------ | ------- |
| Spar Girona     | 131–145 | Perfumerías Avenida | 66–74  | 65–71   |
| Galatasaray     | 145–152 | Fenerbahçe          | 74–91  | 71–61   |
| Dinamo Kursk    | 126–174 | UMMC Ekaterinburg   | 67–80  | 59–94   |
| LDLC Lyon ASVEL | 141–156 | Sopron Basket       | 66–94  | 75–62   |

### Final Four
Le gare di semifinale si sono disputate il 16, le finali il 18 aprile.
|  | Semifinali          | Semifinali |                 |                     | Finale            | Finale |
|  |                     |            |                 |                     |                   |        |
|  | Perfumerías Avenida | 72         |                 |                     |                   |        |
|  | Perfumerías Avenida | 72         |                 |                     |                   |        |
|  | Sopron Basket       | 61         |                 |                     |                   |        |
|  | Sopron Basket       | 61         |                 | Perfumerías Avenida | 68                |        |
|  |                     |            |                 | Perfumerías Avenida | 68                |        |
|  |                     |            |                 |                     | UMMC Ekaterinburg | 78     |
|  | Fenerbahçe          | 84         |                 |                     | UMMC Ekaterinburg | 78     |
|  | Fenerbahçe          | 84         |                 |                     |                   |        |
|  | UMMC Ekaterinburg   | 88         |                 |                     |                   |        |
|  | UMMC Ekaterinburg   | 88         | Finale 3° posto |                     |                   |        |
|  |                     |            |                 |                     |                   |        |
|  |                     |            |                 |                     | Sopron Basket     | 58     |
|  |                     |            |                 |                     | Sopron Basket     | 58     |
|  |                     |            |                 |                     | Fenerbahçe        | 64     |

#### Semifinali
| Arbitri: | Carsten Straube Beniamino Manuel Attard Gatis Saliņš |

|             |          |                   |
| Jahupova 26 | Punti    | 27 Quigley        |
| Jahupova 8  | Assist   | 6 Vandersloot     |
| Stokes 7    | Rimbalzi | 8 Griner, Stewart |

| Arbitri: | Jasmina Juras Ventsislav Velikov Martin Vulić |

|                  |          |                        |
| Hayes 25         | Punti    | 15 January             |
| Domínguez 7      | Assist   | 4 January              |
| Kar. Samuelson 6 | Rimbalzi | 11 Jovanović-Krajišnik |

#### Finale 3º/4º posto
| Arbitri: | Andrada Csender Ventsislav Velikov Amel Dahra |

|                        |          |                   |
| Milovanović-Brooks 21  | Punti    | 15 McBride        |
| Fegyverneky 7          | Assist   | 4 Çakır, Jahupova |
| Jovanović-Krajišnik 17 | Rimbalzi | 10 McBride        |

#### Finale
| Arbitri: | Özlem Yalman Jasmina Juras Martin Vulić |

|                  |          |                |
| Hayes 29         | Punti    | 19 Meesseman   |
| Rodríguez 5      | Assist   | 12 Vandersloot |
| Kat. Samuelson 6 | Rimbalzi | 11 Jones       |

## Verdetti
- Vincitrice:  UMMC Ekaterinburg (6º titolo)
Formazione:[11][12] Breanna Stewart, Alba Torrens, Elena Beglova, Jonquel Jones, Allie Quigley, Marija Vadeeva, Courtney Vandersloot, Emma Meesseman, Brittney Griner, Evgenija Beljakova, Maryja Papova, Viktoriia Zavialova, Tatiana Petrushina. Allenatore: Miguel Méndez.